# Доменико Фонтана

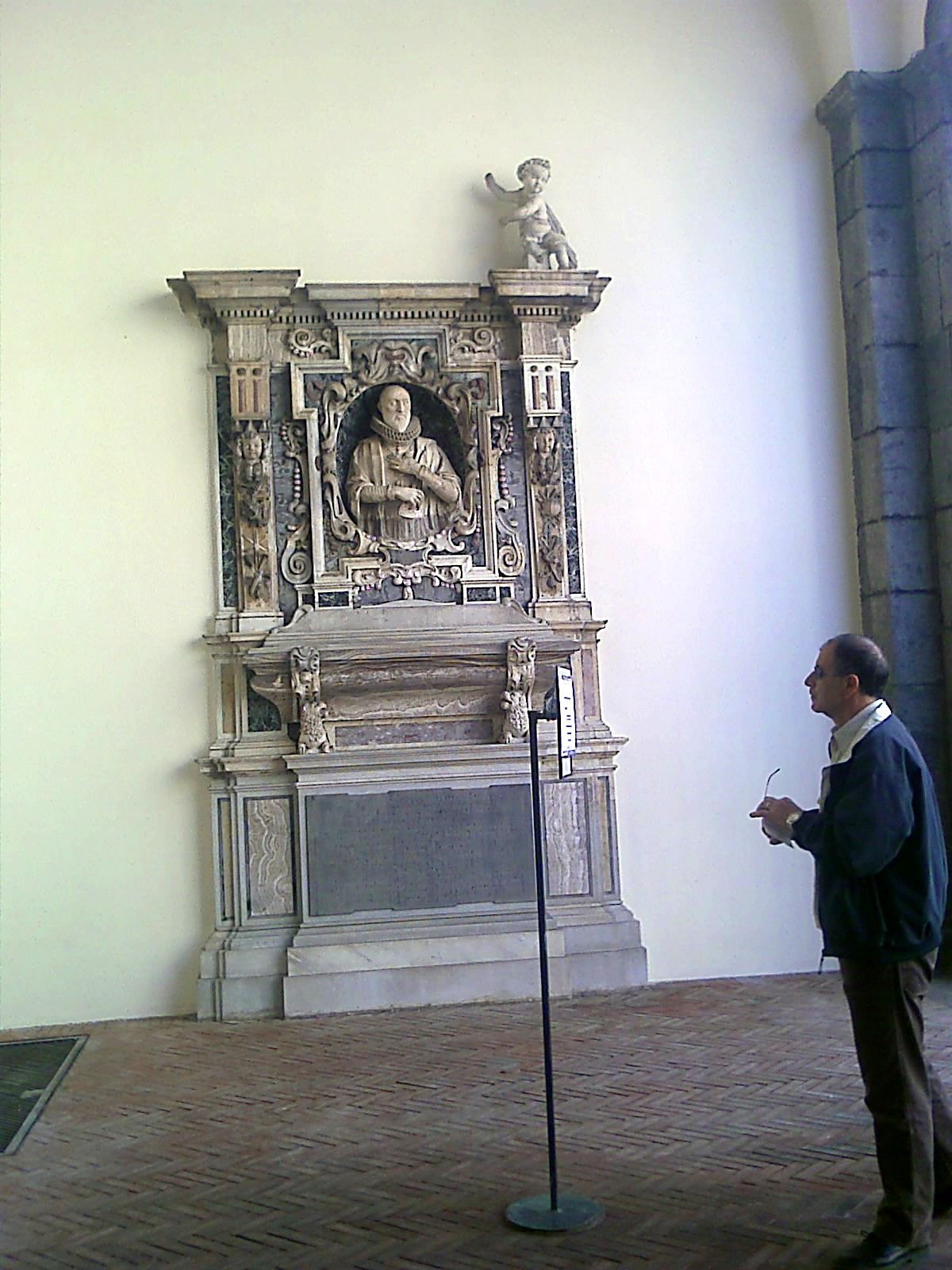
Надгробие Доменико Фонтана в церкви Сант-Анна-дей-Ломбарди в Неаполе.

Доме́нико Фонта́на (итал.  Domenico Fontana 1543, Мелиде — 28 июня 1607, Неаполь) — итальянский архитектор и инженер-строитель раннего барокко. Работал в Риме и Неаполе, в понтификат Папы Сикста V.

## Биография
Доменико Фонтана, как и многие другие известные итальянские архитекторы, родился в кантоне Тичино итальянской Швейцарии, а именно в городке Мелиде, на берегу озера Лугано. В 1563 году переехал в Рим, чтобы изучать архитектуру, привлечённый крупными строительными проектами периода Контрреформации, но начинал свою деятельность в качестве простого штукатура в церкви Санта-Мария-ин-Валичелла.
Во время понтификата Григория XIII, (1572—1585) Доменико Фонтана был назначен на должность папского архитектора, но выполнял роль простого мастера-строителя с навыками замерщика и техника.
В Риме начинающему архитектору покровительствовал кардинал Монтальто, по заказу которого Фонтана построил капеллу Рождества (Cappella del Presepio) в церкви Санта-Мария-Маджоре. В 1585 году кардинал Монтальто стал папой Сикстом V и назначил Фонтана главным архитектором папской курии. В этот период Фонтана создал проект перестройки Палаццо Перетти, входившего в состав большой виллы Перетти Монтальто (1586—1588; вилла не сохранилась).
Папа Сикст доверил Доменико Фонтана реализацию своих грандиозных планов по перестройке Рима. Согласно П. Портогези, архитектор Фонтана был «правой рукой Папы: интерпретатор, исполнитель, но также и подсказчик, и создатель оригинальной строительной программы».
В течение первого года понтификата Сикста V архитектор Фонтана занимался переосмыслением городских магистралей от холма Эсквилин, создав прямую улицу Феличе (по имени Папы: Феличе Перетти ди Монтальто), которая начинается от церкви Санта-Мария-Маджоре и достигает Сантиссима-Тринита-дей-Монти (сейчас Виа Систина). На этом этапе городского обустройства были проложены улицы к колонне Траяна и к Порта-Сан-Лоренцо. Новые улицы соединили Термы Диоклетиана с воротами Порта-Сан-Лоренцо и Порта Салария (эти ворота не сохранились). На втором году понтификата дорожные работы коснулись улицы Виминале и городской перестройки существующих осей на участках Сантиссима-Тринита-дей-Монти — Пьяцца дель Пополо и Сан-Джованни-ин-Латерано — Санта-Мария-Маджоре (современная Виа Мерулана).
Строительство акведука Феличе для оснащения верхних районов города системой водоснабжения и содействия расширению жилищного строительства, было отмечено архитектурным фасадом фонтана Аква-Феличе (Acqua Felice; 1585—1588), который «имел огромное значение для всей компании».
В 1586 году Доменико Фонтана руководил установкой египетского обелиска на площади перед собором святого Петра. На архитектора была возложена сложная операция по транспортировке и установке обелиска как важнейшего архитектурного и урбанистического знака, свидетельства политики Ватикана, направленной на превращение памятников древности в символы христианской веры. Обелиск привезли в Рим из Гелиополя во времена правления императора Калигулы в 37 году. В Риме он был установлен в центре Цирка Нерона. Обелиск оставался на месте и после запустения Цирка, на территории императорских садов — ныне Ватикана, там, где, согласно преданию, был подвергнут истязаниям, а затем и казнён апостол Пётр. Установка обелиска в центре площади была назначена на 25 сентября 1586 года. Сначала обелиск положили горизонтально и закрепили на специальной платформе, а затем с помощью лебёдок и катков протянули к месту установки. Для этой операции, которой руководил сам Доменико Фонтана, потребовалось 800 рабочих, 75 лошадей и 44 лебедки. Распоряжения отдавались при помощи рупора, барабанов и сигнальных флажков. При помощи дубовых лесов, построенных наподобие огромной пирамиды, обелиск медленно поднимали на пьедестал.
Высота ватиканского обелиска составляет 25,5 метров, вместе с постаментом — 41 метр. Вес — 350 тонн. На вершине укрепили бронзовый крест с лучами, в который вмонтирована реликвия — частица Святого Креста Распятия.
Эта операция до настоящего времени считается чудом инженерного искусства. Строительные события в Сикстинском Риме были описаны и проиллюстрированы гравюрами самим Фонтана в книге «О транспортировке Ватиканского обелиска и зданий нашего господина Папы Сикста V, выполненной кавалером Доменико Фонтана архитектором Его Святейшества, опубликованной в Риме в 1590 году» (Della trasportatione dell’obelisco Vaticano et delle fabriche di nostro signore papa Sisto V fatte dal cavallier D. F. architetto di Sua Santità, pubblicato a Roma nel 1590). За этим изданием последовала вторая книга, изданная в Неаполе в 1604 году, с целью проиллюстрировать, помимо римских работ, всё созданное в Неаполе и Бари.
Эти публикации имеют огромное значение для истории архитектуры и строительных технологий как документальные свидетельства и историографические источники. Необходимо отметить особенную важность, которую архитектор хотел придать программе Сикстинского обновления в Риме, завершённой всего за пять лет. В этой программе соединились решения многих проблем архитектуры, городского планирования, экономики и сохранения памятников древности.
Позднее Фонтана устанавливал обелиски на Пьяцца дель Пополо, Пьяцца ди Санта-Мария-Маджоре и Пьяцца ди Сан-Джованни-ин-Латерано.
В 1588 году Фонтана завершил возведение купола собора Святого Петра в Ватикане, который сооружал Джакомо Делла Порта по проекту великого Микеланджело.
Фонтана разрабатывал планы перестройки Квиринальского и Латеранского дворцов, три из четырёх фонтанов на Квиринале, здание Ватиканской библиотеки. Особого внимания заслуживает проект Фонтана новой библиотеки, выполненный между 1587 и 1590 годами. Он построил здание, расположенное поперек двора Бельведера, архитектурно связанное с существовавшими ранее длинными корпусами, построенными Пирро Лигорио.
Фонтана занимался строительством нового Латеранского дворца и общей планировкой площади Сан-Джованни, возведением Латеранского обелиска и нового здания Скала Санкта.
Между вторым и третьим годами правления Сикстинского понтификата Доменико Фонтана, чтобы облегчить транспортировку обелиска, найденного в Большом цирке, который должен был быть установлен на новой Латеранской площади, работал над улучшением магистрали направления Кампидольо — Латерано на участке Колизей — базилика Сан-Джованни, большой улицы, которая должна была соединить базилику Сан-Джованни с Санта-Кроче-ин-Джерусалемме, а также с Пьяцца Монтекавалло (Квиринальской), папской базиликой Сан-Паоло-фуори-ле-Мура, а также с раннехристианскими церквями Санта-Прасседе и Санта-Пуденциана. С другой стороны, «было необходимо проложить прямой путь между Сан-Джованни и Сан-Пьетро, а также между Сан-Пьетро и Сан-Марко посредством нового моста через Тибр». Планировалось возвести и другие обелиски перед церквями Санта-Кроче-ин-Джерусалемме и Сан-Паоло-фуори-ле-Мура. Стремление к христианской символизации древних монументов приобрело большее значение в проекте по сакрализации древнеримских колонн Траяна и Антонина увенчаниями статуями апостолов Петра и Павла.
На заключительном этапе пятилетнего периода реконструкции Рима усилия Доменико Фонтана были сосредоточены, главным образом, на Квиринале, на работах, касающихся обустройства площади. Однако противники перестроек, повлёкших за собой разрушение многих жилых и исторических зданий, затеяли дискуссию о «деструктивной воле Папы и его архитектора», подтверждаемые сносами Септизония, древних построек виллы Диоклетиана, и наветами о разрушениях Арки Януса и гробницы Цецилии Метеллы. Всё это стало причиной изгнания Доменико Фонтаны из Рима после смерти Папы Сикста в 1590 году. В марте 1592 года Папа Климент VIII назначил на место Фонтаны архитектора Таддео Ландини.
Фонтана покинул город, воспользовавшись тем, что вице-король граф де Миранда призвал его в Неаполь в качестве королевского архитектора и главного инженера Королевства. С 1592 года Фонтана разрабатывал проекты реконструкции гавани и строительства Королевского дворца (Palazzo Reale). В это же время Фонтана занимался прокладкой канала от одного из источников реки Сарно к Торре Аннунциата. При этом, сооружая подземный туннель под одним из холмов, архитектор обнаружил часть городской стены древнеримского города. Лишь через полтора столетия было установлено, что этим городом были Помпеи. В 1689 году при постройке колодца были найдены руины древнего здания с надписью «Помпеи», однако в то время посчитали, что это вилла Помпея Великого. Раскопки города были начаты в 1748 году, но только в 1763 году было установлено, что Помпеи — это название города.
В 1592—1607 годах Доменико Фонтана занимался по поручению испанских наместников выполнением инженерных работ и прокладкой городских коммуникаций во всём Неаполитанском королевстве. В частности, обустройством портов Бари и Неаполя, но по технико-экономическим причинам его проекты не были завершены.
Деятельность архитектора заключалась также в прокладке новых дорог в районе Кастель-Нуово, через Марину и Санта-Лючию (районы Неаполя). В 1599 году Фонтана спланировал и осуществил устройство анжуйских королевских гробниц в соборе Неаполя и зала Парламента в комплексе Сан-Лоренцо-Маджоре. В соборах Амальфи и Салерно он реструктурировал крипты, а в Капуе проектировал мост Казилино и ремонтировал купол церкви Аннунциата. Он также занимался мелиорацией бассейнов Вольтурно и Само. С 1600 по 1602 год, по приказу короля Филиппа II и вице-короля графа Кастро, он участвовал в строительстве Королевского дворца, о чём свидетельствует надпись на цоколе одной из четырёх колонн, обрамляющих главный вход во дворец.
Фонтана скончался в Неаполе 28 июня 1607 года и был похоронен в церкви Сант-Анна-дей-Ломбарди.
Старший брат Доменико, Джованни Фонтана (1540—1614) также был архитектором, инженером-гидротехником и проектировщиком фонтанов. Сын Доменико, Джулио Чезаре Фонтана (1573—1627), был архитектором Неаполитанского королевства, он завершил несколько отцовских работ, руководил инженерными и мелиорационными работами в сельской местности к северу от Неаполя. Перестраивал Палаццо-дельи-Студи (Palazzo degli Studi), ныне Национальный археологический музей Неаполя..

## Основные постройки в Риме
- 1570: Вилла Монтальто-Массимо (Вилла Перетти)
- 1585—1587: Создание Сикстинской капеллы в церкви Санта-Мария-Маджоре
- 1586—1588: Перестройка Латеранского дворца и строительство здания Скала-Санкта
- 1587: Работы в Ватиканском дворце
- 1586—1588: Установка обелисков на площади Сан-Пьетро, а также на Пьяцца-дель-Пополо, Пьяцца Сан-Джованни и Пьяццале Эсквилино
- 1589: Реконструкция церкви Сан-Луиджи-дей-Франчези
- 1588—1590: Работы на Пьяцца Монте-Кавалло и в Квиринальском дворце

## Галерея

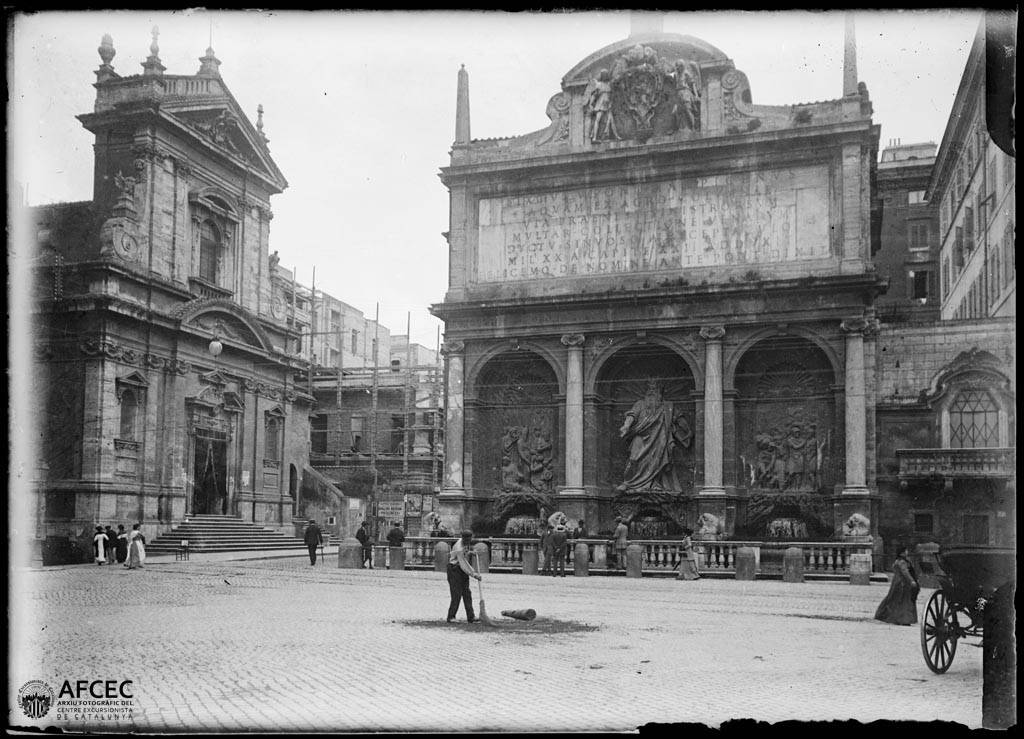
Фонтан Аква-Феличе и церковь Санта-Мария-делла-Виттория. Фотография 1926 года
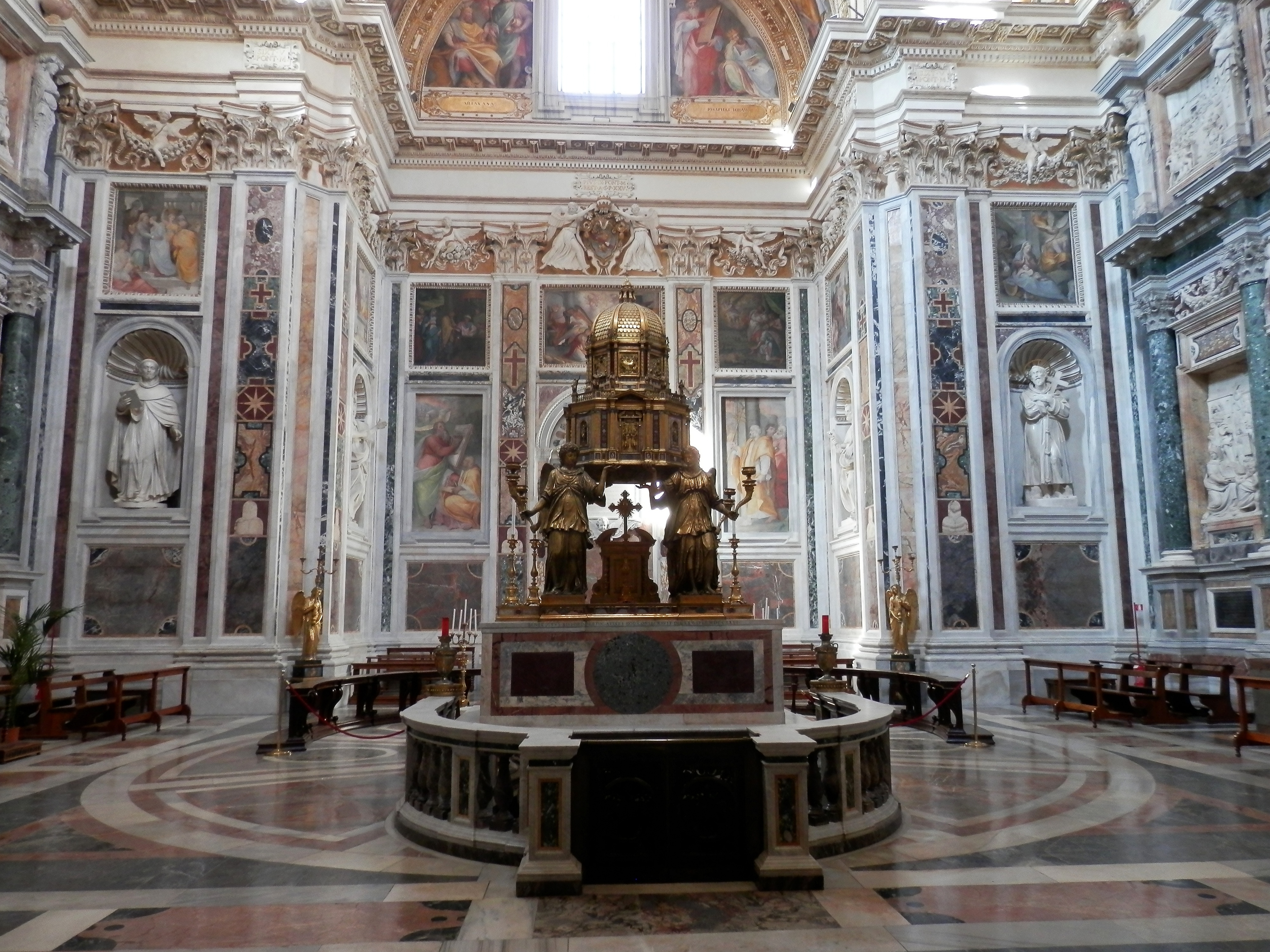
Сикстинская капелла в церкви Санта-Мария-Маджоре
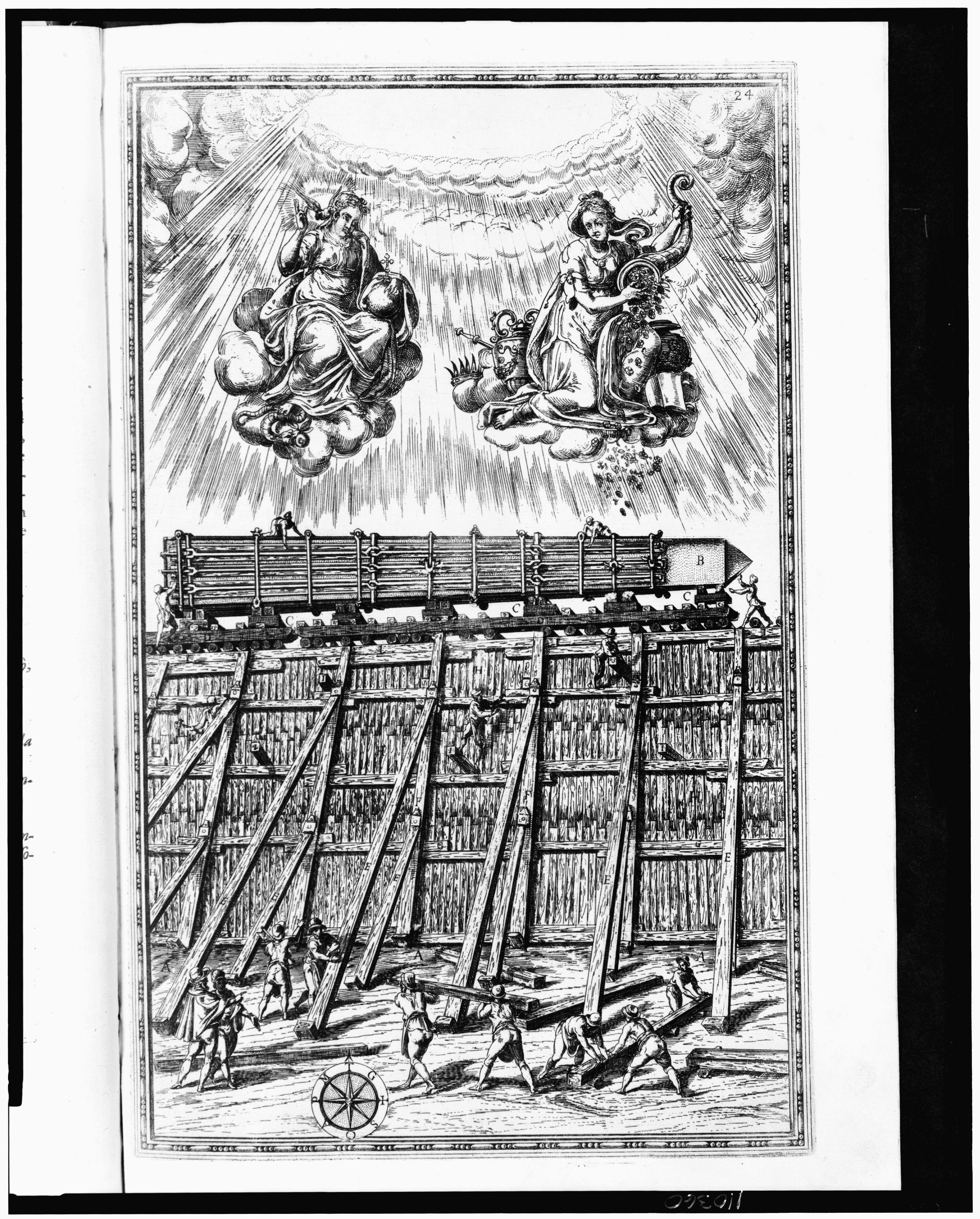
Транспортировка Ватиканского обелиска. 1586. Гравюра 1590 года
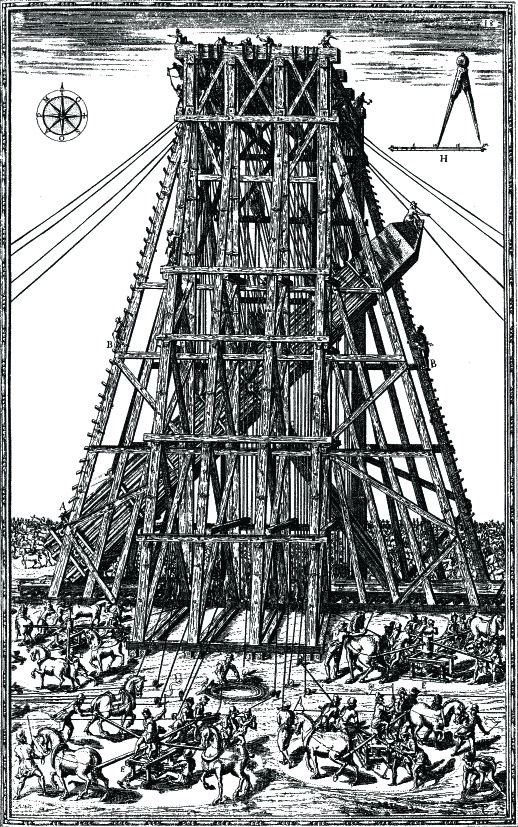
Установка Ватиканского обелиска. 1586. Гравюра 1590 года
Доменико Фонтана и Ватиканский обелиск. Гравюра 1590 года
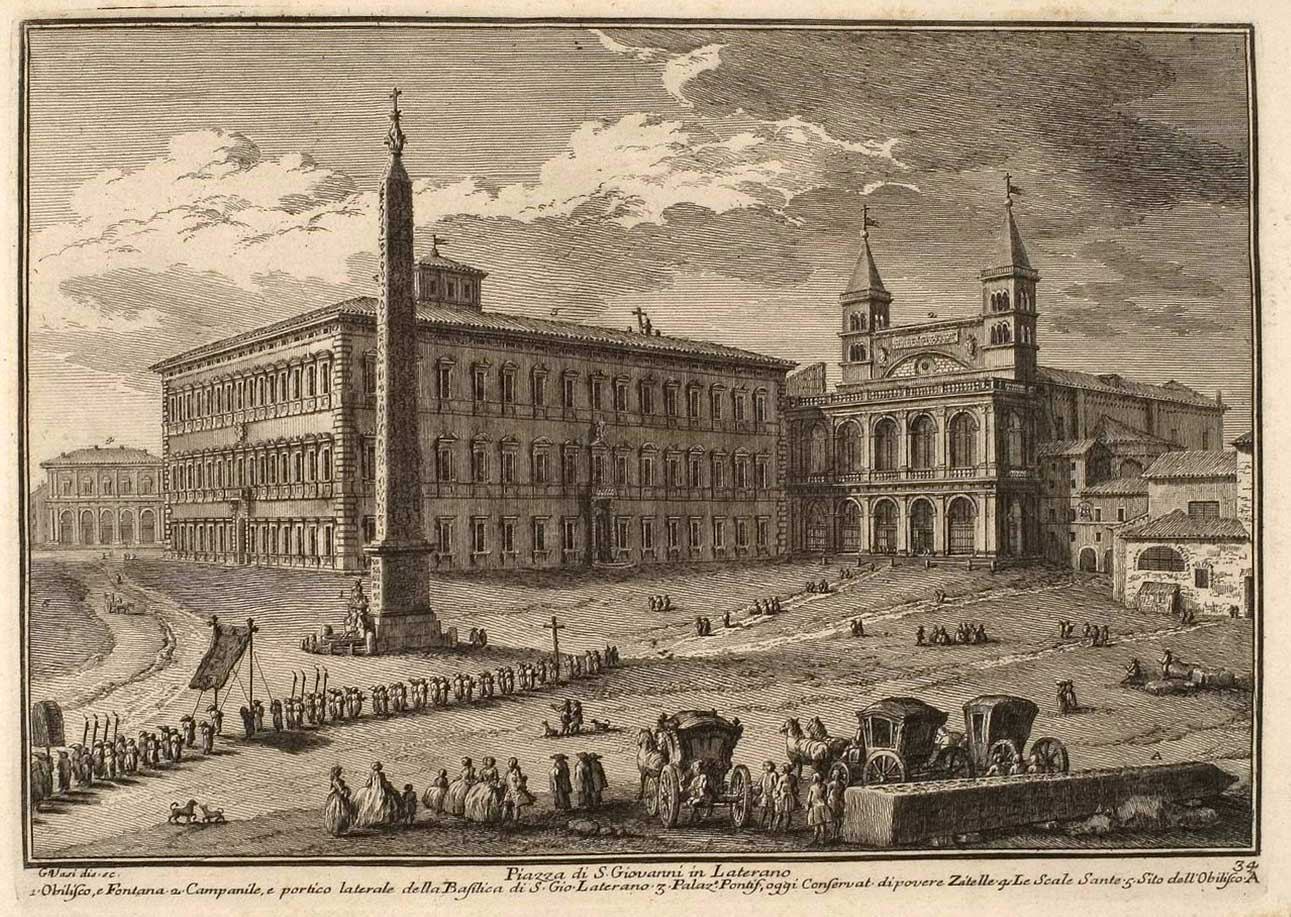
Пьяцца Сан-Джованни-ин-Латерано. Гравюра Дж. Вази. 1572
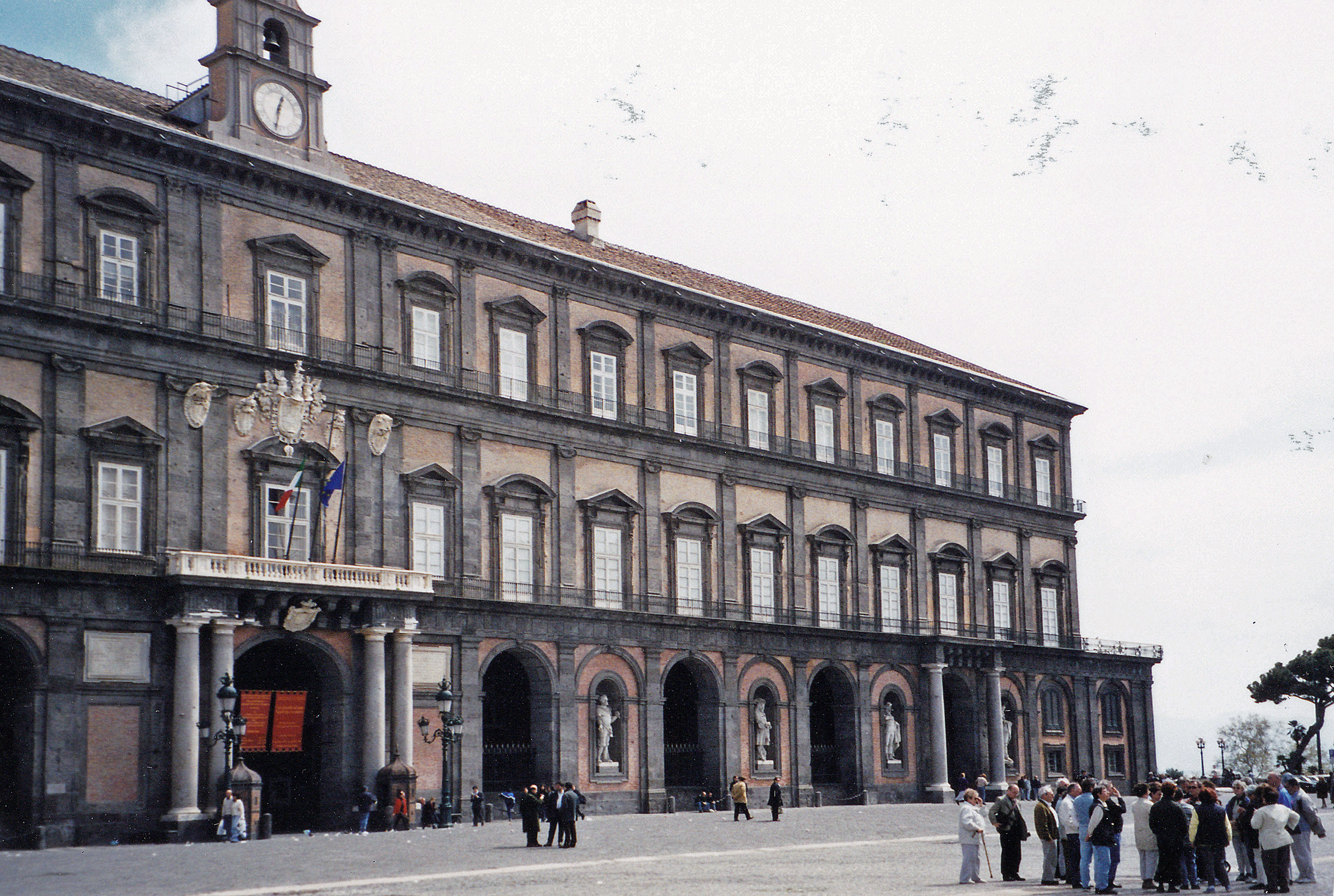
Королевский дворец в Неаполе